# مايكل بيرر

## روابط إضافية
- مايكل بيرر على موقع رابطة محترفي التنس (الإنجليزية)
- مايكل بيرر على موقع الاتحاد الدولي لكرة المضرب (الإنجليزية)
- مايكل بيرر على موقع كأس ديفيز (الإنجليزية)
- مايكل بيرر على موقع خلاصة التنس.كوم (الإنجليزية)
- مايكل بيرر على موقع إي إس بي إن.كوم (الإنجليزية)
- Berrer Recent Match Results
- Berrer World Ranking History